# 진보제일고등학교
진보제일고등학교는 경상북도 청송군 진보면에 있었던 사립 고등학교이다.

## 연혁
- 1979년 : 진보여자상업고등학교로 개교
- 1980년 : 혜성여자상업고등학교로 교명 변경
- 1998년 : 청송전산정보고등학교로 교명 변경
- 2004년 : 진보제일고등학교로 교명 변경
- 2005년 : 폐교 및 진보종합고등학교(현 진보고등학교)와 통합

## 폐교 이후
폐교 이후, 진보제일고등학교 교사는 현재 객주문화관으로 이용하고 있다.